# Raffaelea tritirachium
Raffaelea tritirachium är en svampart som beskrevs av L.R. Batra 1968. Raffaelea tritirachium ingår i släktet Raffaelea och familjen Ophiostomataceae.   Inga underarter finns listade i Catalogue of Life.